# Polizia dell'Africa italiana
La Polizia dell'Africa italiana (in precedenza Corpo di Polizia Coloniale), in acronimo PAI, fu un corpo di polizia del Regno d'Italia operante nelle colonie italiane d'Africa dal 1936 alla fine della seconda guerra mondiale. Fu presente anche in Italia tra il 1943 e il 1945.

## Storia

### La costituzione

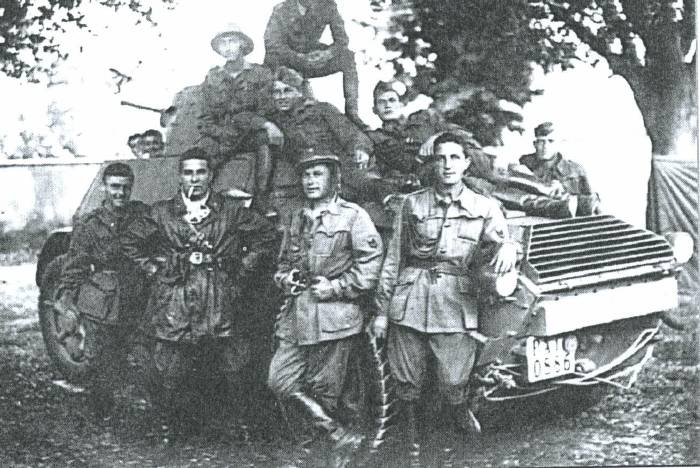
Una foto di alcuni agenti della Polizia dell'Africa Italiana in posa davanti a un'autoblindo AB41 nei pressi di Roma.

Venne istituita nel 1936 con la denominazione di Corpo di Polizia Coloniale, a seguito di una riorganizzazione dei reparti di pubblica sicurezza operanti nel territorio della Libia, a presidio del governatorato italiano in Etiopia e delle colonie dell'AOI (Africa Orientale Italiana). Il nuovo corpo era alle dirette dipendenze del Ministero delle colonie, poi rinominato in Ministero dell'Africa Italiana (allora retto da Alessandro Lessona), ed era questo il primo caso in Italia di una forza armata dipendente da un ministero civile.
Con il regio decreto 10 giugno 1937, n. 1211, fu emanato il suo regolamento organico, per il quale era un corpo civile militarmente organizzato e facente parte delle forze armate dello stato, con funzioni di polizia politica, polizia giudiziaria, polizia amministrativa.

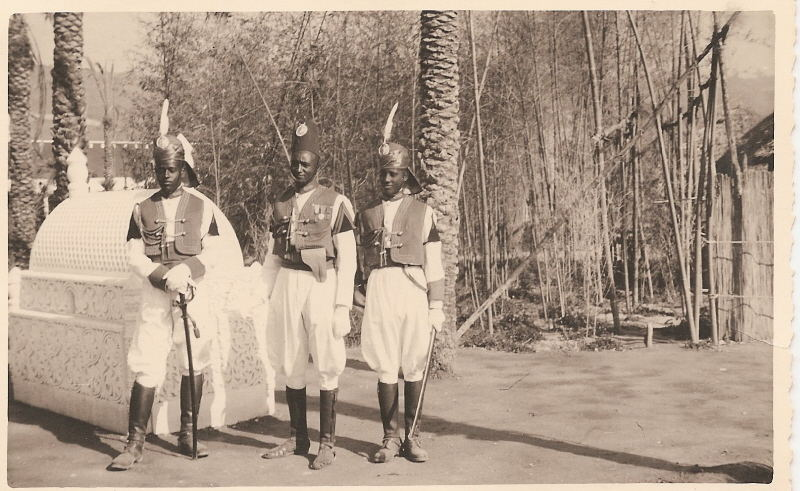
Un bulucbasci tra due lancieri dello Squadrone Vicereale.

Nel neonato Corpo della polizia coloniale fu organizzato dal tenente Bruno De Martinez La Restia Statella (1911 – 1996) anche uno squadrone dei "Lancieri della guardia" della scorta del governatore della Somalia Francesco Saverio Caroselli: furono arruolati agenti italiani (un maresciallo e dieci guardie della PAI) e quindi lancieri somali, rivolgendosi ai giovani esponenti delle cabile, i clan somali. Le uniformi dei lancieri erano in "azzurro sabaudo" e la compagnia venne chiamata "Squadrone dei Lancieri azzurri" della Guardia Vicereale.

### La carica di Tulludintù
La prima azione bellica della PAI avvenne con una Banda a cavallo "Auasc", una unità della PAI formata da cavalieri eritrei e impegnata nella lotta alla guerriglia nella centrale regione dello Scioa. Era formata dal sottotenente Bruno De Martinez La Restia, dal maresciallo Giovanni Contu, dal maniscalco caporalmaggiore Gustavo Gavin e da 137 ascari eritrei. Ebbero uno scontro con i ribelli abissini il 20 luglio 1939 presso il villaggio di Tulludintù, abbattendo la resistenza avversaria e inseguendo i superstiti; De Martinez venne decorato con la medaglia d'argento al valor militare, mentre la sua unità ricevette il diritto di portare il gagliardetto "Auasc".

### La seconda guerra mondiale

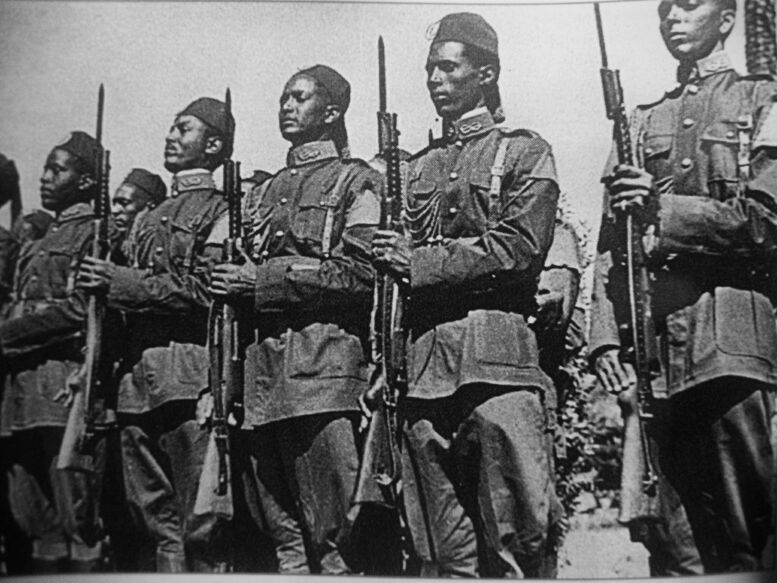
Ascari libici della PAI.

Durante i combattimenti della seconda guerra mondiale affiancò reparti dell'esercito e fu unità combattente. Per il presidio della via litoranea libica, allo scoppio del conflitto furono inviate 2 compagnie su motocicli e una su autoblindo, assegnate in forza al Reparto Esplorante del Corpo d'Armata di Manovra (RECAM) come Battaglione "Romolo Gessi", ma ebbero poca fortuna poiché dopo un immediato attacco nemico, molti mezzi furono colpiti per errore da fuoco amico dell'aviazione tedesca. Il battaglione riparò in Tripolitania e fu convertito in compagnia mista. Diversi reparti parteciparono a diverse azioni belliche, a Tripoli, Bengasi, Barce, ma sono scarsi i dettagli pervenuti circa l'effettivo impiego.

### Armistizio e scioglimento

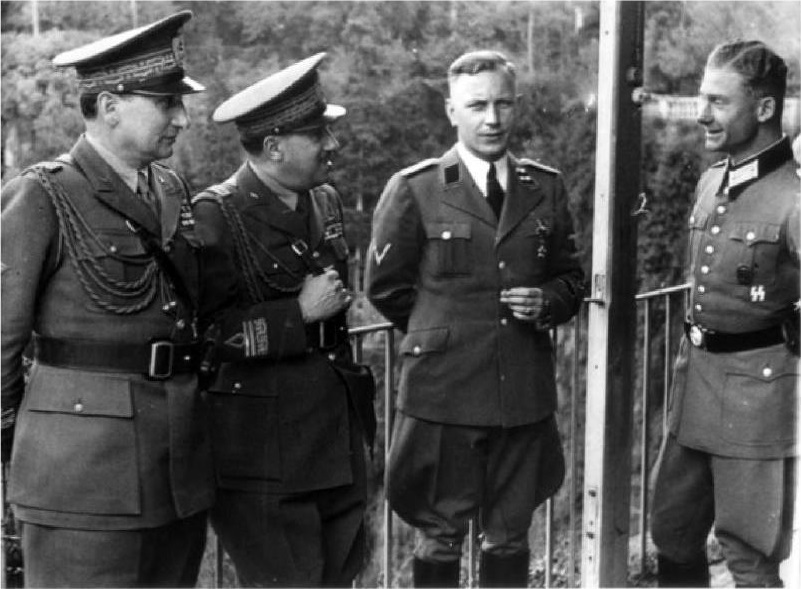
Da sinistra: i generali della Polizia dell'Africa italiana Umberto Presti e Riccardo Maraffa, il comandante delle SS a Roma Herbert Kappler e un ufficiale dell'Ordnungspolizei nel 1943

Dopo l'armistizio di Cassibile, la sera dell'8 settembre 1943 la PAI partecipò alla difesa di Roma ingaggiando il primo conflitto con i tedeschi a Mezzocammino, località nei pressi di Castelfusano, insieme con truppe dei Carabinieri, in ausilio a un presidio di Granatieri di Sardegna.
Dall'altra parte di Roma, contemporaneamente, alcune truppe proteggevano nella fuga lungo la via Tiburtina il re e il presidente del consiglio dei ministri Badoglio, e terminata questa scorta si radunarono in direzione della Laurentina. Il 9 settembre la PAI, insieme con Bersaglieri e allievi carabinieri, ottenne qualche risultato alla Magliana, costringendo forze tedesche a retrocedere temporaneamente, ma dopo poche ore dovettero ripiegare in direzione del Forte Ostiense, poi sanguinosamente espugnato dai tedeschi che giunsero sino alla Montagnola, caposaldo del 1º Granatieri.
Il fondatore della PAI e primo comandante, generale Riccardo Maraffa, come il capo della Polizia Carmine Senise, fu catturato dai nazisti e deportato al campo di concentramento di Dachau, ove morì. A Maraffa successe il generale Quirino Armellini.
Nella Repubblica Sociale Italiana, a Roma operò al comando del generale Umberto Presti. Nei territori settentrionali vi fu un tentativo di riorganizzazione con l'apertura della scuola di Busto Arsizio nell'autunno del 1943, ma nel marzo 1944 fu assorbita dal Corpo di Polizia Repubblicana  e poi dalla Guardia Nazionale Repubblicana.
Nell'Italia meridionale, sotto l'autorità del Regno del Sud, la Polizia dell'Africa Italiana convisse accanto alle altre forze di polizia operanti, sino al suo scioglimento il 9 marzo 1945. Il personale del corpo fu trasferito nei ruoli dell'amministrazione della pubblica sicurezza.
Il 7 ottobre 1943, la PAI fu utilizzata per rimpiazzare i carabinieri romani, deportati dai nazisti in vista della liquidazione degli ebrei della capitale (Deportazione dei carabinieri romani).

## Organizzazione

Distintivo del Reparto Speciale "Squadrone Vicereale" del Corpo della Polizia dell'Africa Italiana

Distintivo del Reparto Speciale "Bande di Polizia" del Corpo della Polizia dell'Africa Italiana

Distintivo del Reparto Speciale "Polizia Stradale" del Corpo della Polizia dell'Africa Italiana

La forza si componeva di ufficiali, sottufficiali e agenti italiani e áscari di polizia arruolati in loco, inquadrati in sette battaglioni, intitolati ai grandi esploratori italiani dell'Africa: "Cecchi", "Duca degli Abruzzi", "Giulietti", "Ruspoli", "Casati", "Bottego" e "Gessi". Furono istituiti due Ispettorati generali, uno a Tripoli e uno ad Addis Abeba mentre sul territorio africano il Corpo si articolava su questure delle città più grandi come Tripoli, Bengasi, Asmara, Addis Abeba, Mogadiscio, Gondar, o accasermata in piccoli commissariati e stazioni. La scuola di addestramento aveva sede a Tivoli.
Erano previsti inoltre cinque "Reparti Speciali", che secondo il Regolamento sulle uniformi del Corpo della Polizia dell'Africa Italiana del 1938 erano contrassegnati da altrettanti distintivi metallici stampati in lamierino di ottone dorato e verniciati di azzurro, identici per Ufficiali e truppa nazionale.
Le cosiddette specialità erano:
- Squadrone Vicereale
- Bande di Polizia
- Polizia Portuaria
- Polizia Stradale
- Corpo Musicale

### Comandanti
- Generale Riccardo Maraffa (giugno 1937 - luglio 1943)
- Generale Quirino Armellini (luglio - settembre 1943)[senza fonte]
- Maggior generale Umberto Presti (settembre 1943-marzo 1944)

## Uniformi
L'uniforme del personale nazionale dalla PAI era cachi (invernale) o bianca (estiva), con fascetti littori sul bavero della giubba e cordelline azzurro Savoia. Sulla bustina o sul casco coloniale portavano il fregio del Corpo, un'aquila ad ali spiegate, con scudo Savoia sul petto e nodo Savoia tra gli artigli. L'uniforme degli ascari di Polizia si distingueva per la fascia distintivo e il fiocco di tachia e tarbush color azzurro Savoia; per il colletto dell'uniforme dello stesso colore, sul quale, in luogo dei fascetti littori del personale nazionale, gli ascari di Polizia portavano ricamati dei nodi savoia dorati; anche il triangolo di supporto dei gradi era azzurro Savoia e portava anche lo scudetto di specialità (Squadrone Vicereale, Bande di Polizia, Polizia Portuaria, Stradale, Corpo Musicale); sulla tachia libica e sul tarbush dell'AOI portavano la coccarda tricolore con il fregio della PAI (aquila coronata appollaiata su un nodo Savoia) e, per i reparti a cavallo, la penna di falco. Lo stesso fregio era riportato su panno azzurro sul turbante dei reparti somali cammellati.
L'equipaggiamento era costituito dal moschetto Carcano Mod. 91, dalla pistola semiautomatica Beretta Mod. 34 e dal billao PAI.
L'uniforme dei "Lancieri Azzurri" dello Squadrone Vicereale era caratterizzata da tarbush azzurro Savoia con penna nera, fasciato da un turbante di seta blu anch'essa, blu anche i polsini e la farmula.

## Onorificenze

### Medaglie e decorazioni concesse dal Corpo durante la seconda guerra mondiale
dal 27 gennaio 1942 al 9 marzo 1945:
 Croce d'oro d'anzianità di servizio della Polizia dell'Africa italiana con corona (ufficiali, 40 anni di servizio)
 Croce d'oro d'anzianità di servizio della Polizia dell'Africa italiana (ufficiali, 25 anni di servizio)
 Croce d'argento d'anzianità di servizio della Polizia dell'Africa italiana con corona (sottufficiali e agenti nazionali, 25 anni di servizio)
 Croce d'argento d'anzianità di servizio della Polizia dell'Africa italiana (sottufficiali e agenti nazionali, 16 anni di servizio)
 Croce di bronzo d'anzianità di servizio della Polizia dell'Africa italiana con corona (agenti indigeni, 20 anni di servizio)
 Croce di bronzo d'anzianità di servizio della Polizia dell'Africa italiana (agenti indigeni, 10 anni di servizio)
(regio decreto 10 ottobre 1941, n. 1457, Croce per anzianità di servizio nel Corpo di polizia dell'Africa italiana, in G. U. del Regno n. 8 del 12 gennaio 1942, in vigore dal 27 gennaio; abrogato dal decreto legislativo 13 dicembre 2010, n. 212).

### Altre onorificenze
Il medagliere dei decorati appartenenti al Corpo di Polizia dell'Africa Italiana comprende le seguenti onorificenze individuali:
- 2 Croci di Cavaliere dell'Ordine militare di Savoia
- 1 Medaglia d'oro al valor militare
- 4 Medaglie d'argento al valor militare
- 110 Medaglie di bronzo al valor militare
- 150 Croci di guerra al valor militare
- 21 Promozioni per merito di guerra
- 29 Encomi Solenni al valor militare

in parte concessi alla memoria.